# K.Chandargi, Ramdurg
K.Chandargi là một làng thuộc tehsil Ramdurg, huyện Belgaum, bang Karnataka, Ấn Độ.